# Michaelskapelle (Riegel am Kaiserstuhl)

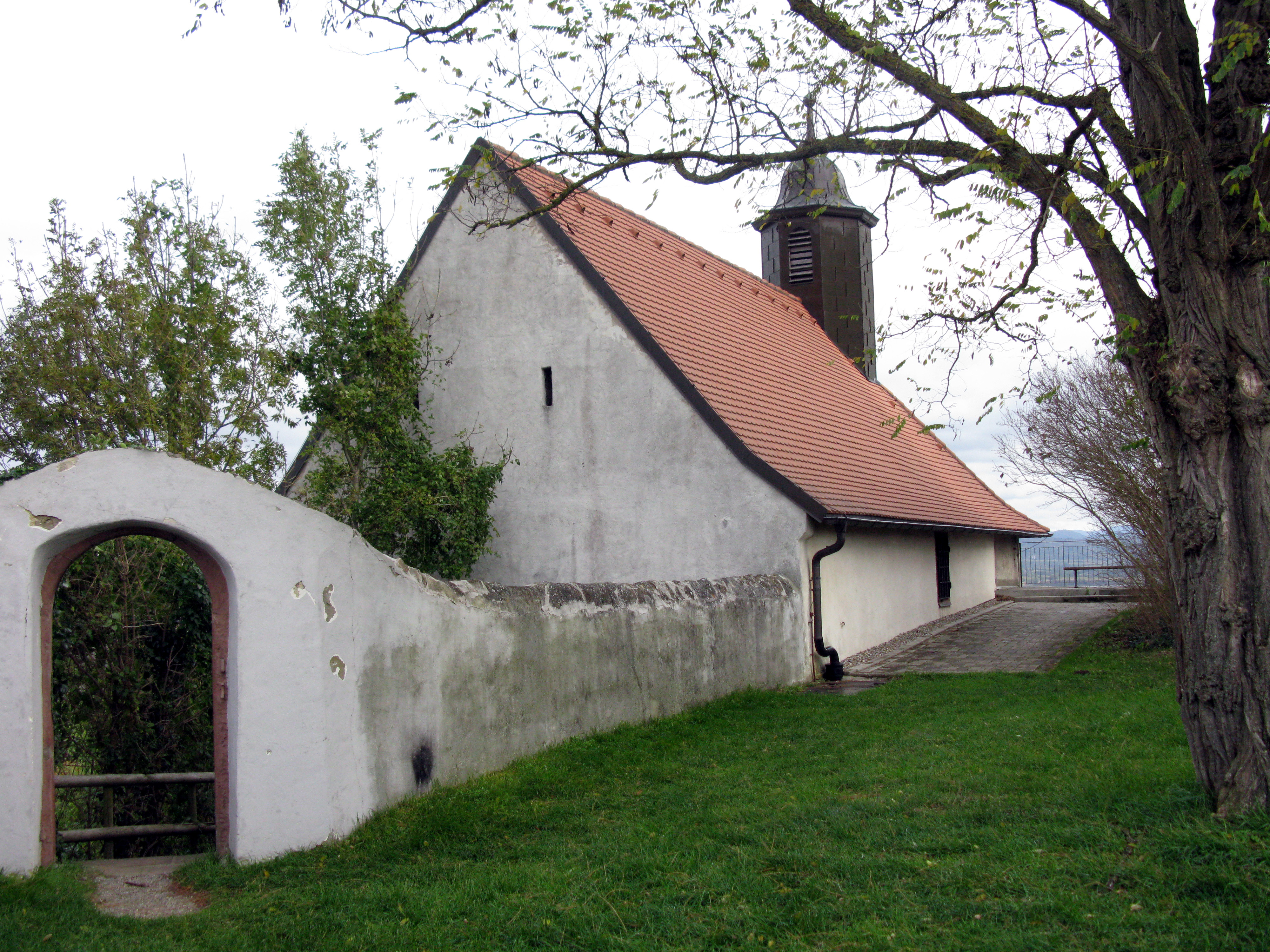
Michaelskapelle

Die Michaelskapelle ist ein Kirchengebäude der Gemeinde Riegel am Kaiserstuhl im Landkreis Emmendingen und ist dem Erzengel Michael geweiht. Das Gebäude befindet sich auf dem Michaelsberg auf 243 m ü. d. M. Der Michaelsberg ist Teil der Vorbergzone des Kaiserstuhls und besteht aus Löß, der über dem Felsen aufgehäuft ist.

## Geschichte

In einer Urkunde des Klosters Einsiedeln wird die Kapelle als eine von vier Kirchen in Riegel erwähnt. Im Jahr 969 schenkte Kaiser Otto I. die Besitzungen dem Kloster Einsiedeln. Urkundlich überliefert ist die Wiedereinweihung am 18. November 969.
Die Kapelle war ein Teil der im Jahre 1160 erstmals erwähnten Burg auf dem Berg, die sich in Vorhof, hintere und mittlere Burg gliederte. 1353 wurden nur noch Ober- und Unterburg erwähnt. Ab 1379, nach dem Aussterben der Herren von Üsenberg, zerfiel die Burg. Heute ist nur noch die Kapelle übrig. Das Dachgebälk kann anhand der Jahresringe auf die Jahre 1283 bis 1293 datiert werden. Im Jahre 1465 wurde die Kapelle im spätgotischen Stil erneuert, dazu zählen auch der Chor und das Gemälde (Marie Krönung) über dem Eingang der Sakristei. Offensichtlich waren der Turm, das Dach und das Langhaus während des Dreißigjährigen Krieges zerstört worden, wie sich aus einer Kirchenrechnung aus dem Jahre 1650 schließen lässt.
1712 wurde die Sakristei angebaut, wie die Jahreszahl auf dem Türbogen angibt. Darüber befand sich die Bruderwohnung für den jeweiligen Michaelseremiten. Der erste Eremit zog 1714 ein.

Im Jahre 1749 erhielt die Kapelle einen neuen barocken Hochaltar. In der zweiten Hälfte des 17. Jahrhunderts wurde die Westwand in den Kirchenraum versetzt, was an der unsymmetrischen Form des Kirchenschiffes sichtbar ist. Amand Henssler ließ 1843 im Turm der Kapelle ein Zimmer als Camera Obscura einrichten. Gegen Entgelt konnten die Besucher die Umgebung durch verschiedenfarbige Glasscheiben betrachten. Kurz darauf, 1859, wurde der unbrauchbare barocke Hochaltar durch einen neugotischen von Wilhelm Walliser ersetzt, der zudem drei Figuren für die Kapelle schuf.
1929 wurde die Kapelle innen und außen renoviert. Bis 1930 wohnte noch eine Mesnerfamilie neben der Kapelle. Wegen Baufälligkeit wurden die Anbauten, die Mesnerwohnung und die Camera Obscura abgerissen. 1984 wurde eine Außenrenovierung durch Riegeler Bürger vorgenommen. 2008 wurde die Kapelle grundlegend innen renoviert, dabei wurden Sichtfelder der Wandmalereien aus verschiedenen Zeitepochen freigelegt.

## Glocken
Im Dachreiter sind zwei kleine Glocken aus Bronze vorhanden, die 1955 von Friedrich Wilhelm Schilling in Heidelberg gegossen wurden. Sie wiegen 152 und 87 kg, haben Durchmesser von 640 und 530 mm und tönen auf es"+2 und f"±0.

## Archäologie
Da bis heute keine Ausgrabungen stattgefunden haben, sind bisher keine keltischen oder römischen Siedlungen nachgewiesen. Vergleiche mit ähnlichen Kirchengebäuden legen nahe, dass dort eventuell ein Tempel dem Merkur (Gott der Händler und Diebe) geweiht war, der in der Christianisierung vom Erzengel Michael abgelöst wurde.